# Huperzia tetragona
Huperzia tetragona là một loài thực vật có mạch trong Họ Thạch tùng. Loài này được (Hook. & Grev.) Trevis. mô tả khoa học đầu tiên năm 1874.